# Heinz Kollmann
Heinz Albert Kollmann (* 2. November 1939) ist ein österreichischer Paläontologe.
Kollmann studierte Geologie und Paläontologie (bei Othmar Kühn) an der Universität Wien und wurde dort 1963 über die Gosau-Gruppe in Gams und deren stratigraphische Gliederung mit Foraminiferen promoviert. 1962 wurde er Mitarbeiter des Naturhistorischen Museums Wien und leitete dort seit 1979 die Geologisch-Paläontologische Abteilung als Nachfolger von Friedrich Bachmayer. 1988 bis 1994 war er Erster Direktor des Museums.
Er ist Spezialist für Gastropoden der Kreide, nicht nur der Alpen, sondern auch unter anderem in Griechenland, Norddeutschland, Texas, aus Grönland und dem Pariser Becken. Kollmann verfasste auch populärwissenschaftliche Bücher. 1973/74 war er ein Jahr zum Studium der Gastropoden im National Museum of Natural History des Smithsonian.
Er war Ko-Vorsitzender der Arbeitsgruppe Tethyan Cretaceous Correlation der IGCP. 1979 bis 1981 und 1990 bis 1993 war er Präsident der Österreichischen Paläontologischen Gesellschaft. 1997 organisierte er mit Dave Ferguson den 2. Europäischen Paläontologischen Kongress in Wien.
1982 erhielt er das Silberne Ehrenzeichen für Verdienste um die Republik Österreich, 1995 die Ferdinand-von-Hochstetter-Medaille des Naturhistorischen Museums Wien und 2000 den Othenio-Abel-Preis.

## Schriften
- mit Herbert Summesberger: Gosau, erlebt, erforscht, Verlag Berger 1975
- mit Friedrich Bachmayer, Helmuth Zapfe: Schätze im Boden – Österreichs Boden im Wandel der Zeiten, 1964, 1969, 1981
- mit C. Faber: Giganten der Urzeit, 1985
- mit anderen: 100 Schritte Erdgeschichte. Die Geschichte der Erde und des Lebens im Naturhistorischen Museum in Wien, Naturhistorisches Museum Wien 2004